# Clemens Schattschneider
Clemens Schattschneider (* 7. Februar 1992 in Baden) ist ein ehemaliger österreichischer Snowboarder. Er war in den Freestyledisziplinen aktiv.

## Werdegang
Schattschneider nahm ab 2009 an Wettbewerben der TTR World Snowboard Tour und an FIS-Wettbewerben teil. Sein erstes FIS-Weltcuprennen fuhr er im November 2009 in Saas-Fee, welches er auf den 56. Platz auf der Halfpipe beendete. Seine ersten Podestplätze bei der World Snowboard Tour erreichte er mit dem zweiten Platz auf der Halfpipe beim Shred Down Austrian Masters in Innsbruck und im Slopestyle beim Protest World Rookie Finals 2010 in Ischgl. Zu Beginn der Saison 2010/11 holte er in London mit dem zehnten Rang im Big Air seine erste Top-Zehn-Platzierung im Weltcup. Bei den Snowboard-Weltmeisterschaften 2011 in La Molina belegte er den 47. Platz auf der Halfpipe, den zehnten im Big Air Wettbewerb und den fünften Rang im Slopestyle. Im Februar 2011 gewann er im Slopestyle in Calgary sein erstes Weltcuprennen. Es folgte zum Saisonende in Bardonecchia ein dritter Platz im Slopestyle. Die Saison beendete er auf den zweiten Platz in der FIS-Freestylewertung und den ersten Rang in der FIS-Big Air Wertung. Bei den Snowboard-Juniorenweltmeisterschaften 2011 in Valmalenco holte er Gold im Slopestyle.
Zu Beginn der Saison 2012/13 errang Schattschneider in Antwerpen den zweiten Platz im Big Air Wettbewerb. Bei den Snowboard-Weltmeisterschaften 2013 in Stoneham kam er auf den fünften Platz im Slopestyle. Bei seiner ersten Olympiateilnahme 2014 in Sotschi belegte er den 25. Platz im Slopestyle. Im März 2014 errang er im Big Air den zweiten Platz beim Spring Battle in Flachauwinkl. Im selben Monat wurde er in Haus im Ennstal österreichischer Meister im Big Air. Bei den Snowboard-Weltmeisterschaften 2017 in Sierra Nevada belegte er den 12. Platz im Slopestyle und den zehnten Rang im Big Air.